# Maidanak-Observatorium
Koordinaten: 38° 41′ 5″ N, 66° 56′ 40″ O
Das Maidanak-Observatorium (usbekisch Maydanak balandtogʻ rasadxonasi, russisch Майданакская высокогорная обсерватория, Maidanakskaja wyssokogornaja obserwatorija, englisch Maidanak Observatory) ist eine Sternwarte in 2593 Meter Höhe auf dem Berg Maydanak in den westlichen Ausläufern des Alai-Gebirges in Usbekistan. Das größte Teleskop ist das AZT-22 Spiegelteleskop mit 1,5 Meter Durchmesser.

## Lage
Das Maidanak-Observatorium liegt im Südwesten des Landes Usbekistan auf dem Berg Maydanak.

### Vorteile der Lage für den Bau einer Sternwarte
Neben der Höhe des Ortes gibt es weitere Vorteile des Ortes. In der Region kommt es selten zu hohen Windgeschwindigkeiten, die die Messungen beeinflussen könnten. Außerdem liegt der Ort geographisch circa auf halber Strecke zwischen den wichtigen astronomischen Einrichtungen auf Hawaii und den Kanaren.

## Geschichte

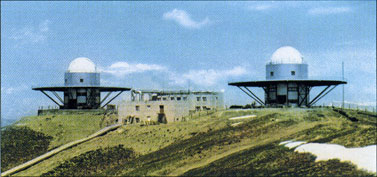
Die Gebäude der Sternwarte

In den 60er-Jahren suchte das Astronomische Institut Ulug‘bek der Usbekischen Akademie der Wissenschaften nach einem geeigneten Bauplatz für ein großes Teleskop. Nach zehnjähriger Suche wurde der Berg Maydanak als geeignetster Ort für ein solches Projekt befunden. In den 80er-Jahren führten verschiedene Forschergruppen Tests durch, um die Eignung des Ortes zu prüfen. Im Jahre 1996 wurde dann mit dem Bau und der Beschaffung und Installation der Instrumente begonnen.

## Nutzung
Von dem Maidanak-Observatorium werden pro Nacht Signale von Hunderten verschiedenen Himmelskörpern eingefangen. Dadurch trägt das Observatorium zum Finden neuer Planeten und Sterne bei.

## Kooperationen
Das Maidanak-Observatorium unterhält eine Zusammenarbeit mit einem Konsortium von Universitäten in Südkorea. Außerdem ist die Einrichtung seit 2007 Mitglied im Internationalen Programm zur Dokumentation der globalen Klimaerwärmung. Im Rahmen dieser Initiative wurde ein spezieller Teleskoproboter auf dem Gelände des Observatoriums installiert.